# 750 Naval Air Squadron
750ème Escadron aéronaval
Le 750 Naval Air Squadron ou 750 NAS est un escadron de formation du Fleet Air Arm de la Royal Navy. Il est basé à la Royal Naval Air Station Culdrose (RNAS Culdrose) en Cornouailles. L'escadron a été formé en 1939, dissout en 1954 et reformé en 1952.

## Origine
Le 750 NAS provient de la création du Royal Navy Observer School né de la HM Naval Seaplane Training School du RNAS Lee-on-Solent (en) à la suite d'une série de changements d'identité et d'unité mère. De 1918 à 1939, la Royal Air Force était responsable de l'aéronautique navale, y compris la formation et la fourniture d'équipages à la Royal Navy. 
Avec le retour de l'aviation navale dans la Royal Navy le 24 mai 1939, l'école d'observateur aérien a été créée en tant que 750 Naval Air Squadron. Pendant la Seconde Guerre mondiale, l'escadron s'est déplacé à Trinidad pour continuer à former le personnel navigant. 
Il a été temporairement dissout en octobre 1945. L'escadron s'est reformé en 1952 et est actuellement basé au RNAS Culdrose, où il forme environ 30 observateurs de la Royal Navy chaque année.

## Actuellement
Le 750 NAS est chargé de fournir une formation de base au vol aux observateurs de la Fleet Air Arm. Après avoir suivi une formation initiale au Britannia Royal Naval College, les officiers stagiaires du personnel navigant se joignent pour une période de formation de sept mois dans tous les aspects de la navigation aéroportée, du pilotage et d'autres compétences tactiques. 
À la fin de la formation en vol, les observateurs servent dans les hélicoptères Wildcat HMA2 ou Merlin HM2. Ces avions aident à élargir les yeux et les oreilles de la flotte en mer et font partie intégrante des capacités d'observation en surface et de lutte anti-sous-marine. 
L'escadron exploite quatre Beechcreft Avenger T1 appartenant à des entreprises commerciales mais immatriculés à l'armée, employant un mélange de personnel militaire et civil pour accomplir la tâche d'instruction. En plus de former des observateurs de la Fleet Air Arm, il forme également des officiers des systèmes d'armes et des opérateurs de systèmes d'armes de la Royal Air Force.